# William Wilberforce

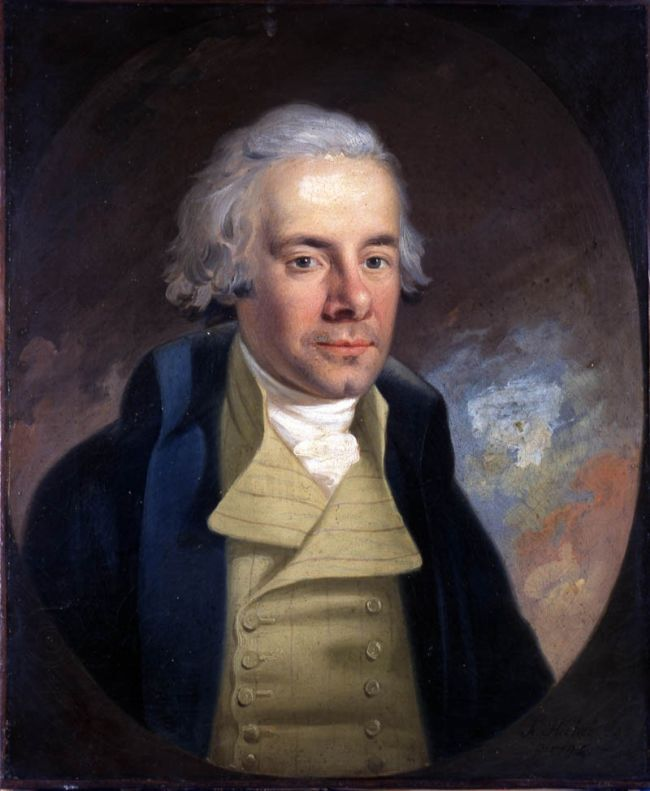
William Wilberforce. Gemalt um 1794 von Karl Anton Hickel

William Wilberforce

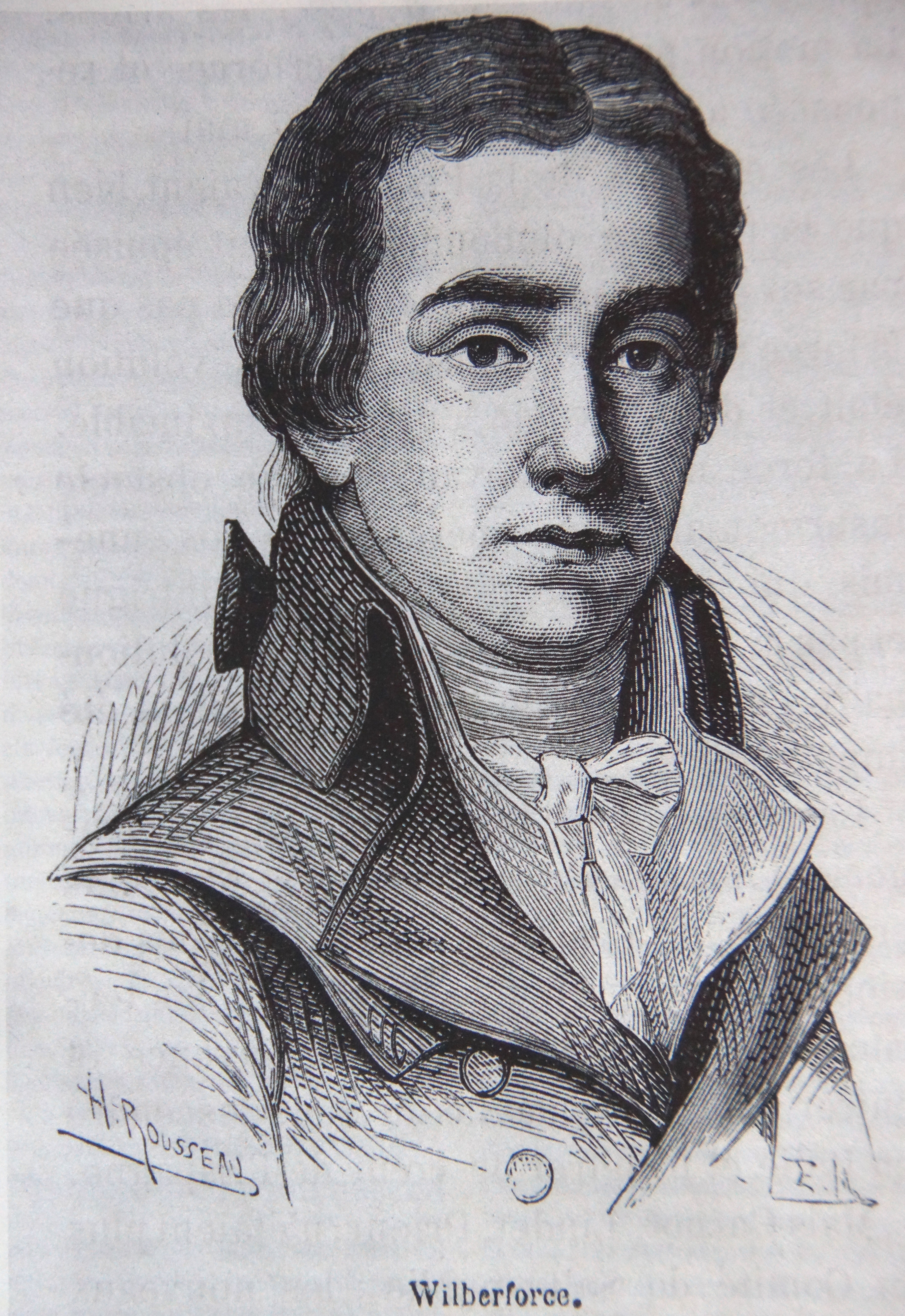
William Wilberforce, Lithographie

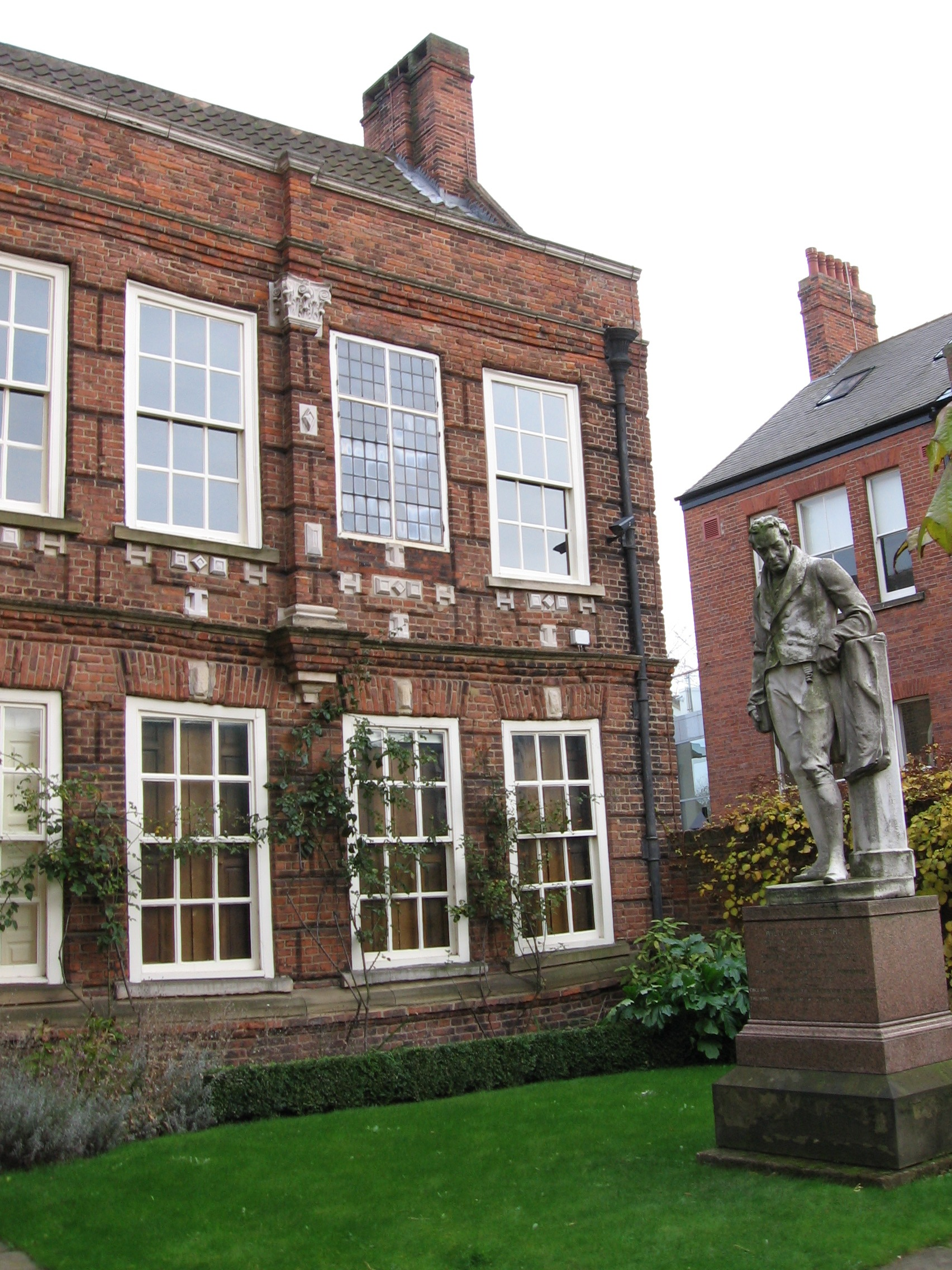
Das zum Museum eingerichtete Wilberforce House und das Denkmal in der High Street, Hull

William Wilberforce, FRSA (* 24. August 1759 in Kingston upon Hull, Yorkshire; † 29. Juli 1833 in Chelsea) war ein britischer Parlamentsabgeordneter und Anführer im Kampf gegen die Sklaverei und den Sklavenhandel in der westlichen Welt.

## Leben
Wilberforce war der einzige Sohn und Erbe des Robert Wilberforce († 1768), eines Kaufmanns im Ostseehandel aus Kingston-upon-Hull, aus dessen Ehe mit Elizabeth Bird. Als Kind soll Wilberforce den ehemaligen Sklavenhändler John Newton kennengelernt haben und mit ihm befreundet gewesen sein, weil er Pastor seiner Kirche war. Er besuchte die Hull Grammar School, wo er vom anglikanischen Pastor Joseph Milner unterrichtet wurde. Als sein Vater 1768 starb, kam er zu einem Onkel und einer Tante, die in der Nähe Londons wohnten und Methodisten waren. Dort lernte er den bekannten, einflussreichen Prediger George Whitefield kennen. Er studierte ab 1776 am St John’s College der Universität Cambridge.
1780 wurde er erstmals ins britische Unterhaus gewählt. Von 1780 bis 1784 war er Abgeordneter für seine Heimatstadt Kingston upon Hull, von 1784 bis 1812 für das County Yorkshire und von 1812 bis 1825 für Bramber in Sussex. Um 1784 konvertierte er auf einer Reise durch Kontinentaleuropa zum evangelikalen Protestantismus in methodistischer Ausprägung. Er begann 1787 seine Mission zur Reform der Sitten (englisch: Proclamation Society) und speziell zur Beendigung des Sklavenhandels, unterstützt von Abolitionisten wie Granville Sharp, Thomas Clarkson, Quäkern und Methodisten. Die Quäker hatten als Erste bereits 1783 ein Komitee gegen den Sklavenhandel gegründet; Sharp, Clarkson und weitere Personen 1787 eine Gesellschaft zum Verbot des Sklavenhandels (englisch: Society for the Abolition of the Slave Trade).
In einer Parlamentssitzung im Jahre 1789 beantragte er gemeinsam mit seinem Studienfreund William Pitt, dem damaligen Premierminister, die Abschaffung des britischen Sklavenhandels. Von diesem Zeitpunkt an wiederholte er die Einbringung der Gesetzesvorlage in das Parlament jedes Jahr, außer in den Jahren 1800 bis 1803.
1797 gründete er mit Granville Sharp, Thomas Clarkson, Henry Thornton, Charles Grant, Edward James Eliot, Zachary Maucalay und James Stephen die Clapham Sect, die zuerst die Saints (deutsch: Heilige) genannt wurden.
1807, nach 18 Jahren Kampagnen und Kampf gegen die Sklaverei, hatte Wilberforce schließlich Erfolg. Nach einer zehnstündigen Debatte im Parlament wurde das Gesetz gegen den Sklavenhandel (Slave Trade Act) am 24. Februar 1807 um vier Uhr morgens mit einer unerwarteten und überwältigenden Mehrheit von 283 zu 16 Stimmen angenommen. Einen Monat später, am 25. März 1807, trat das Gesetz in Kraft. Von da an war der afrikanische Sklavenhandel im britischen Machtbereich verboten und Sklavenhändler wurden den Piraten gleichgestellt. Der interne Sklavenhandel in den außerafrikanischen Kolonien blieb allerdings weiterhin erlaubt. Die Vereinigten Staaten beschlossen ein entsprechendes Gesetz (Act Prohibiting Importation of Slaves); es trat aufgrund einer Festlegung in der amerikanischen Verfassung, die den Sklavenhandel bis 1808 garantierte, am 1. Januar 1808 in Kraft.
Wilberforce richtete nun seine Bemühungen darauf, dieses Verbot auch in den übrigen westlich dominierten Gebieten durchzusetzen. Auf seine Veranlassung hin brachte Lord Castlereagh die Angelegenheit auf dem Wiener Kongress zur Sprache. Nach dem Abschluss der Verträge, in denen sich Frankreich, Spanien und Portugal zum Verbot des Sklavenhandels verpflichteten, setzte er sich für die Überwachung des Beschlusses ein.
Nach Abschaffung des Sklavenhandels engagierte er sich für die Beseitigung der Sklaverei überhaupt. Schon 1816 stellte er im Parlament einen Antrag auf Verringerung der Sklaven im britischen Westindien, und als die Regierung seit 1823 die völlige Emanzipation vorbereitete, entfaltete er großen Eifer und führte mit Thomas Buxton an seiner Seite im Unterhaus heftige Debatten.
Wilberforce entfaltete sein evangelikal geprägtes soziales Engagement bei den Flüchtlingen aus Frankreich, den armen Werktätigen und in vielen Organisationen Großbritanniens. Er war Mitglied in bis zu 69 Organisationen, darunter die Church Missionary Society, die British and Foreign Bible Society, die Proclamation Society Against Vice and Immorality, die School Society, die Sunday School Society, die Society for Bettering the Condition of the Poor und die Vice Society.
1824 bis 1826 wohnte er in The Chestnuts, Honeycroft Hill in Uxbridge. 1825 trat er als Parlamentarier zurück und lebte aus gesundheitlichen Gründen zurückgezogen mit seiner Familie. Er starb am 29. Juli 1833 in Chelsea, drei Tage, nachdem mit dem Slavery Abolition Act die Sklaverei im Britischen Weltreich abgeschafft worden war. Er wurde in der North Transept, Islip Chapel, North Choir Aisle in der Westminster Abbey in der Nähe von William Pitt begraben.

## Familie
Aus seiner 1797 geschlossenen Ehe hinterließ er seine Witwe Barbara Ann Spooner, Tochter des Bankiers Joseph Spooner, und vier Söhne mit Namen William, Robert, Samuel und Henry. Zwei Töchter namens Barbara und Elizabeth starben vor ihm, eine bereits 1821.

## William Wilberforce und Indien
Wie viele Briten stand Wilberforce dem Hinduismus kritisch gegenüber. Abgelehnt wurden das Kastenwesen und Praktiken wie die Witwenverbrennung oder die Benachteiligung von Frauen und Mädchen bis hin zur Tötung weiblicher Neugeborener. Wilberforce sagte deshalb einmal, dass die Bekehrung der indischen Bevölkerung zum christlichen Glauben für ihn einen höheren Stellenwert habe als die Abschaffung der Sklaverei. Er gehörte damit zu der zunehmend größer werdenden Gruppe von Briten, die sich dafür einsetzten, in Indien eine Missionierung zu erlauben.
Bis zum Beginn des 19. Jahrhunderts hatte die britische East India Company jegliche christliche Missionierung in Indien unterbunden. Wilberforce setzte gegen den Einfluss der East India Company auf die Beteiligung der Bürger in der Meinungsbildung. In insgesamt 837 Petitionen, die fast eine halbe Million Briten unterzeichneten, wurde dem britischen Parlament vorgeschlagen, die 1793 anstehende Erneuerung der British East India Company’s Charter so zu gestalten, dass die East India Company zur Entsendung von Lehrern und Diakonen verpflichtet würde. Das Anliegen scheiterte zunächst an der erfolgreichen Lobbyarbeit der Direktoren der Kompanie. Diese fürchteten, dass die Hinwendung zum Christentum die in Indien bestehenden Machtstrukturen gefährden und damit ihre wirtschaftlichen Interessen beeinträchtigen könnte.

## Zitate
„Mir erschien die Verderbtheit des Sklavenhandels so enorm, so furchtbar und nicht wiedergutzumachen, dass ich mich uneingeschränkt für die Abschaffung entschieden habe. Mögen die Konsequenzen sein, wie sie wollen, ich habe für mich beschlossen, dass ich keine Ruhe geben werde, bis ich die Abschaffung des Sklavenhandels durchgesetzt habe.“

„Mein Weg ist ein öffentlicher Weg. Mein Geschäft ist in der Welt; und ich muss mich unter die Menschen mischen oder den Posten aufgeben, den die Vorsehung mir anscheinend zugewiesen hat.“

## Gedenken und Ehrungen
Zahlreiche Denkmale wurden Wilberforce gesetzt: 
- Sein Geburtshaus in Hull ist heute ein Museum, das den transatlantischen Sklavenhandel darstellt und Teil der Museen von Hull ist.[15]
- Die Wilberforce University, die 1856 gegründet wurde und zur African Methodist Episcopal Church gehört, in Wilberforce (Ohio), ist nach ihm benannt.
- Die Church of England gedenkt seiner am 30. Juli.[16]
- In Carol Reeds Spielfilm The Young Mr. Pitt (1942) wurde er von John Mills dargestellt.
- 2006 wurde sein Leben unter dem Filmtitel Amazing Grace verfilmt; hier übernahm Ioan Gruffudd seine Rolle.
- Nach ihm benannt ist der William Wilberforce Trafficking Victims Protection Reauthorization Act of 2008 der USA zur Bekämpfung von Menschenhandel und Zwangsprostitution.[17]
- Nach ihm benannt wurde außerdem der Kater Wilberforce, ein Chief Mouser to the Cabinet Office, der von 1970 bis 1988 in 10 Downing Street diente.

### Statue in der Westminster Abbey
- 1840 wurde vom Künstler Samuel Joseph eine Statue im North Choir Aisle in der Westminster Abbey errichtet. Die Inschrift auf dem Sockel lautete: To the Memory of William Wilberforce (Born in Hull August 24th 1759, died in London July 29th 1833) for nearly half a Century a Member of the House of Commons, and, for six Parliaments during that Period, one of the two Representatives for Yorkshire. In an Age and Country fertile in great and good Men, he was among the foremost of those who fixed the Character of their Times; because to high and various Talents, to warm Benevolence, and to universal Candour, he added the abiding Eloquence of a christian Life. Eminent as he was in every Department of public Labour, and a Leader in every Work of Charity, whether to relieve the temporal or the spiritual Wants of his Fellow-Men, his Name will ever be specially identified with those Exertions which, by the Blessing of God, removed from England the Guilt of the African Slave Trade, and prepared the Way for the Abolition of Slaverey in every Colony of the Empire: In the Prosecution of these Objects he relied, not in vain, on God; but in the Progress he was called to endure great Obloquy and great Opposition: He outlived, however, all Enmity; and in the Evening of his Days, withdrew from public Life and public Observation to the Bosom of his Family. Yet he died not unnoticed or forgotten by his Country: The Peers and Commons of England, with the Lord Chancellor and the Speaker at their Head, in solemn Procession from their respective Houses, Carried him to his fitting Place among the mighty Dead around, here to repose: Till, through the Merits of Jesus Christ, his only Redeemer and Saviour, (whom, in his Life and in his Writings he had desired to glorify,) he shall rise in the Resurrection of the Just. (deutsch: Zum Gedenken an William Wilberforce (geboren in Hull am 24. August 1759, gestorben in London am 29. Juli 1833), der fast ein halbes Jahrhundert lang Mitglied des Unterhauses war und während dieser Zeit in sechs Parlamenten einer der beiden Abgeordneten für Yorkshire war. In einem Zeitalter und einem Land, das reich an großen und guten Menschen war, gehörte er zu den führenden Persönlichkeiten, die den Geist ihrer Zeit prägten. Denn zu seinen hohen und vielfältigen Talenten, seiner warmen Güte und seiner allgemeinen Offenheit gesellte sich ein beständiges Zeugnis eines christlichen Lebens. So hervorragend er auch in jedem Bereich der öffentlichen Arbeit war und in jedem Werk der Nächstenliebe eine führende Rolle spielte, sei es zur Linderung der zeitlichen oder der geistlichen Bedürfnisse seiner Mitmenschen, so wird sein Name doch immer besonders mit jenen Bemühungen in Verbindung gebracht werden, die durch den Segen Gottes die Schuld des afrikanischen Sklavenhandels von England genommen und den Weg für die Abschaffung der Sklaverei in allen Kolonien des Reiches bereitet haben: Bei der Verfolgung dieser Ziele verließ er nicht vergeblich auf Gott. Aber im Verlauf des Prozesses musste er große Verleumdungen und großen Widerstand ertragen. Er überlebte jedoch alle Feindseligkeiten und zog sich am Abend seiner Tage aus dem öffentlichen Leben in den Kreis seiner Familie zurück. Dennoch starb er nicht unbemerkt oder vergessen von seinem Land. Die Freunde und Kollegen des englischen Parlaments, mit dem Lordkanzler und dem Sprecher an ihrer Spitze, trugen ihn in einer feierlichen Prozession von ihren jeweiligen Häusern zu seinem angemessenen Platz unter den wichtigen Toten, um hier zu ruhen, bis er durch die Verdienste Jesu Christi, seines einzigen Erlösers und Retters, den er in seinem Leben und in seinen Schriften verherrlichen wollte, auferstehen wird in der Auferstehung der Gerechten.)[18]

## Schriften
- A Practical View of Christianity, oder: A Practical View of the Prevailing Religious System of Professed Christians, 1797.

## Film
- Amazing Grace, Spielfilm von Michael Apted, 2006.